# Silberhornstraße
Silberhornstraße - stacja metra w Monachium, na linii U2. Stacja została otwarta 18 października 1980.